# Tytthoscincus atrigularis
Espèce
Synonymes
- Sphenomorphus atrigularis Stejneger, 1908

Statut de conservation UICN

 LC  : Préoccupation mineure
Tytthoscincus atrigularis est une espèce de sauriens de la famille des Scincidae.

## Répartition
Cette espèce est endémique des Philippines. Elle se rencontre à Mindanao dans la péninsule de Zamboanga et à Basilan.

## Description
L'holotype mesure 64 mm de longueur totale dont 31 mm de longueur standard et 33 mm de queue.

## Publication originale
- Stejneger, 1908 : Three new species of lizards from the Philippine Islands. Proceedings of the United States National Museum, vol. 34, p. 199-204 (texte intégral).